# Lamprometopia leucoscutellata
Lamprometopia leucoscutellata är en tvåvingeart som beskrevs av Thomas Pape 1986. Lamprometopia leucoscutellata ingår i släktet Lamprometopia och familjen köttflugor.
Artens utbredningsområde är Kenya. Inga underarter finns listade i Catalogue of Life.